# 印旛村
印旛村（いんばむら）は、千葉県印旛地域、印旛郡にあった村。
ナウマン象発掘の地としても有名である。2000年以降千葉ニュータウンが造成され、北総線の開通によって都心部への利便性が向上したため、人口が増加した。

## 概要
1960年代、千葉ニュータウンの計画が持ち上がり、印旛村も計画区域に含まれた。しかし時代の変化に伴う計画の遅れから、千葉ニュータウン「いには野」地区（印旛日本医大エリア）の街開きは2000年（平成12年）にようやく行われた。このニュータウンの造成により、新住民が流入し村の人口は増加。また、近隣の成田空港に勤務するパイロット、クルー、整備士などが比較的多く入居したため、住民税や市税などの収入が大きく増えることに結びついた。
1994年（平成6年）日本医科大学千葉北総病院が設置された。この病院は病床数600、診療科17科の大規模な大学病院であり、千葉県北東部、北西部地域の基幹病院となっている。2001年（平成13年）より北総病院は千葉県におけるドクターヘリの基地病院となった。
2000年（平成12年）の北総鉄道・北総線「印旛日本医大駅」開業は、鉄道駅のなかった当村にとって初めての駅となった。これにより都心部へのアクセスは約60分と格段に向上した。

## 地理
- 千葉県北部に位置し、北東部が北印旛沼、南西部が西印旛沼に面する。また西側には下総台地が広がる。
- 首都圏40km圏内、千葉ニュータウンの東端に位置し、千葉ニュータウンの中では最も成田空港に近い。

### 隣接する自治体
- 八千代市
- 成田市
- 印西市
- 佐倉市
- 印旛郡酒々井町
- 印旛郡本埜村

## 沿革

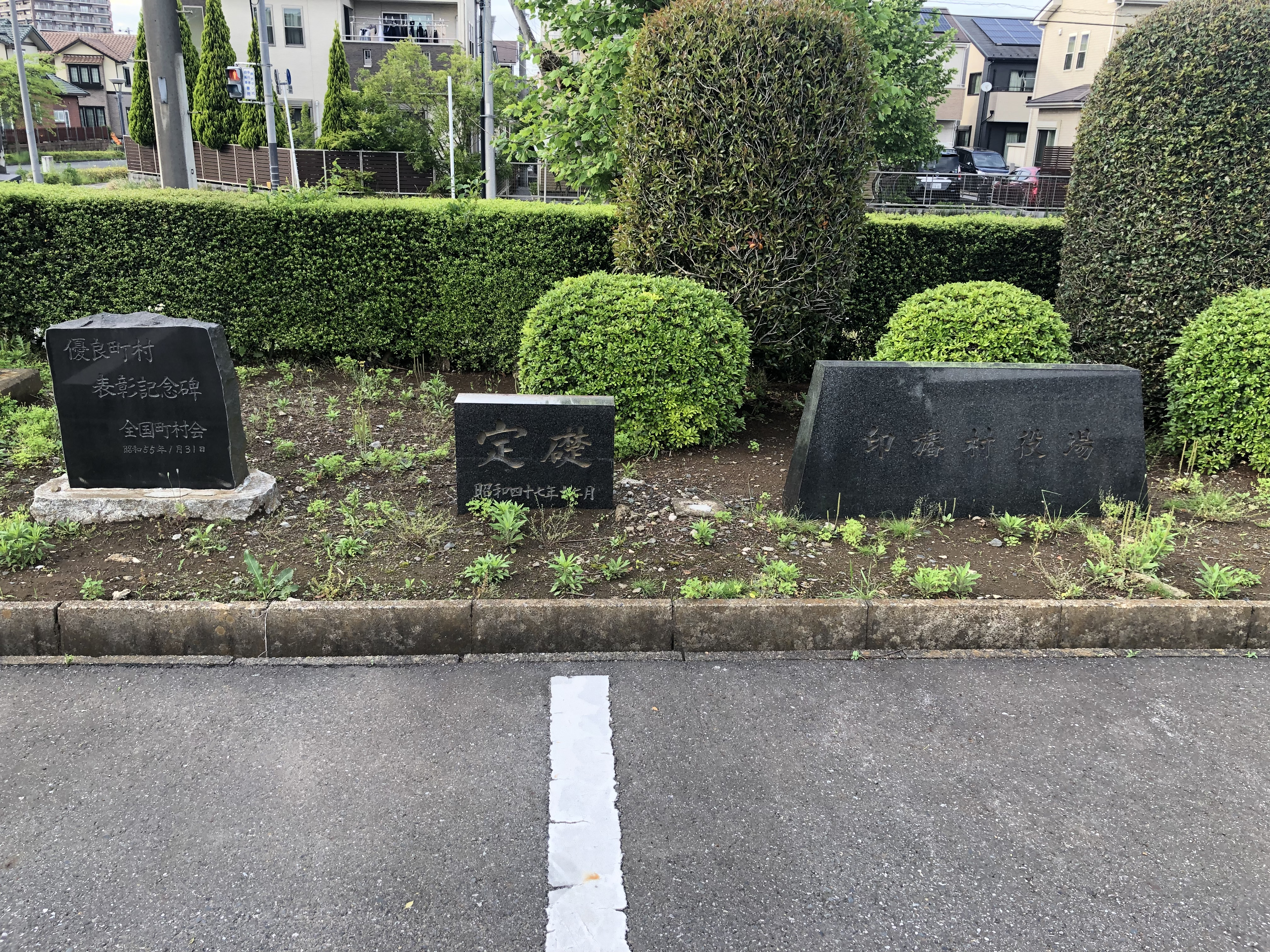
旧印旛村役場跡地に残る銘板。旧印旛村役場はふれあいセンターいんば（印旛支所）の隣に位置していたが、建物は取り壊されて駐車場となっている。

- 旧印旛村役場跡地に残る銘板。旧印旛村役場はふれあいセンターいんば（印旛支所）の隣に位置していたが、建物は取り壊されて駐車場となっている。1889年（明治22年）4月1日 - 町村制施行に伴い、印旛郡六合村・宗像村が成立。
- 1955年（昭和30年）3月10日：六合村、宗像村が合併し、印旛村が成立。村名は両村とも印旛沼に関わりが深いこと、および将来的に再合併した際に改名の可能性を低くすることから付けられた。村役場は旧六合村役場を使用し、旧宗像村役場は宗像支所となった。
- 1966年（昭和41年）6月：日本で初めてナウマン象のほぼ完全な化石が発掘される。
- 1978年（昭和53年）：千葉ニュータウン造成を見越して村役場が移転。
- 1994年（平成6年）1月：日本医科大学千葉北総病院が開設。
- 2000年（平成12年）
  - 3月：千葉ニュータウン「いには野」エリアが街びらき。入居開始。
  - 7月22日：印旛日本医大駅が開業し、都心・羽田空港方面へ直通運転開始。
- 2010年（平成22年）3月23日：印西市に編入合併し、消滅。

## 行政
村長：佐藤榮一

### 市町村合併
印西市・白井市・印旛村・本埜村の2市2村の合併が検討され、2003年4月1日には「印西市・白井市・印旛村・本埜村合併協議会」が設立されていたが、2004年7月の白井市で行われた住民投票で反対票が過半数をしめ、合併計画は白紙となった。詳細は、北総市を参照。
その後、印西市・印旛村・本埜村の1市2村の枠組みで、市町村の合併の特例等に関する法律（新合併特例法）の期限である2010年3月末までの合併に関する話合いを行うために、2008年10月24日印西市・印旛村・本埜村合併問題懇談会が、2009年1月9日には合併協議会が設置された。
合併の期日は2010年（平成22年）3月23日とし、合併方式は印西市に印旛村・本埜村を編入する編入合併となり、新市の名称は「印西市」とすることで、合併申請が行われ、2010年3月5日総務省告示第73号で合併が決定した。

## 交通

### 鉄道
- 北総鉄道北総線
  - 印旛日本医大駅

### バス
- ちばグリーンバス：京成酒々井駅 - 学園台 - 印旛日本医大駅
- 大成交通 ：京成臼井駅 - 印旛日本医大駅
- 印旛村営バス「イーバス」：京成佐倉駅・JR小林駅 - 印旛日本医大駅

### 道路

#### 国道
- 国道464号
  - 北千葉道路：工事中。

#### 県道
- 主要地方道
  - 千葉県道12号鎌ケ谷本埜線
  - 千葉県道65号佐倉印西線
- 一般県道
  - 千葉県道263号八千代宗像線
  - 千葉県道406号八千代印旛栄自転車道線

## 教育

### 大学等
- 順天堂大学 さくらキャンパス
- 日本医科大学 看護専門学校

### 特別支援学校
- 県立印旛特別支援学校

### 中学校
- 村立印旛中学校

### 小学校
- 村立六合小学校
- 村立宗像小学校
- 村立平賀小学校
- 村立いには野小学校

## 観光

### 名所・旧跡
- 印旛沼
- 千葉県立印旛沼公園

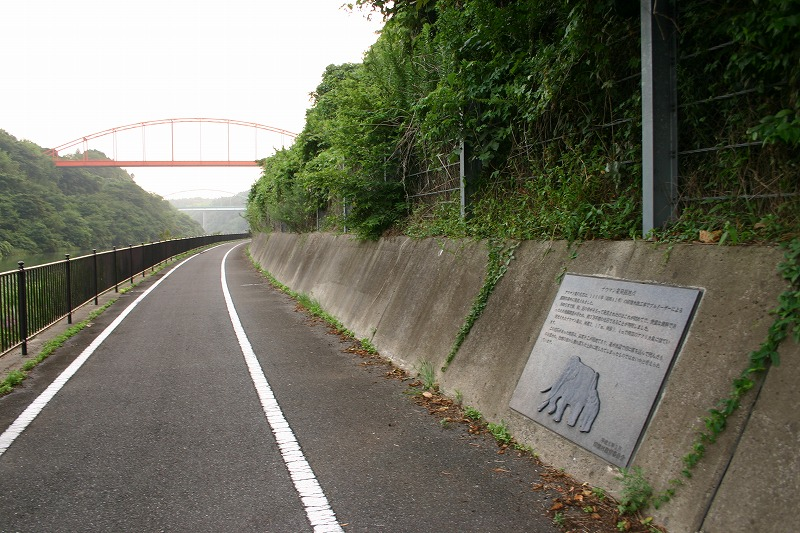
ナウマン象発掘地点

  - 師戸城跡に造られた公園。西印旛沼が一望できる。
- 松虫寺
  - 聖武天皇の皇女不破内親王（松虫姫）が病にかかり、夢のお告げによってこの地に降り、薬師如来に祈願したところ、病が癒えたので、天皇が行基に命じて建立させた。
- 泉福寺

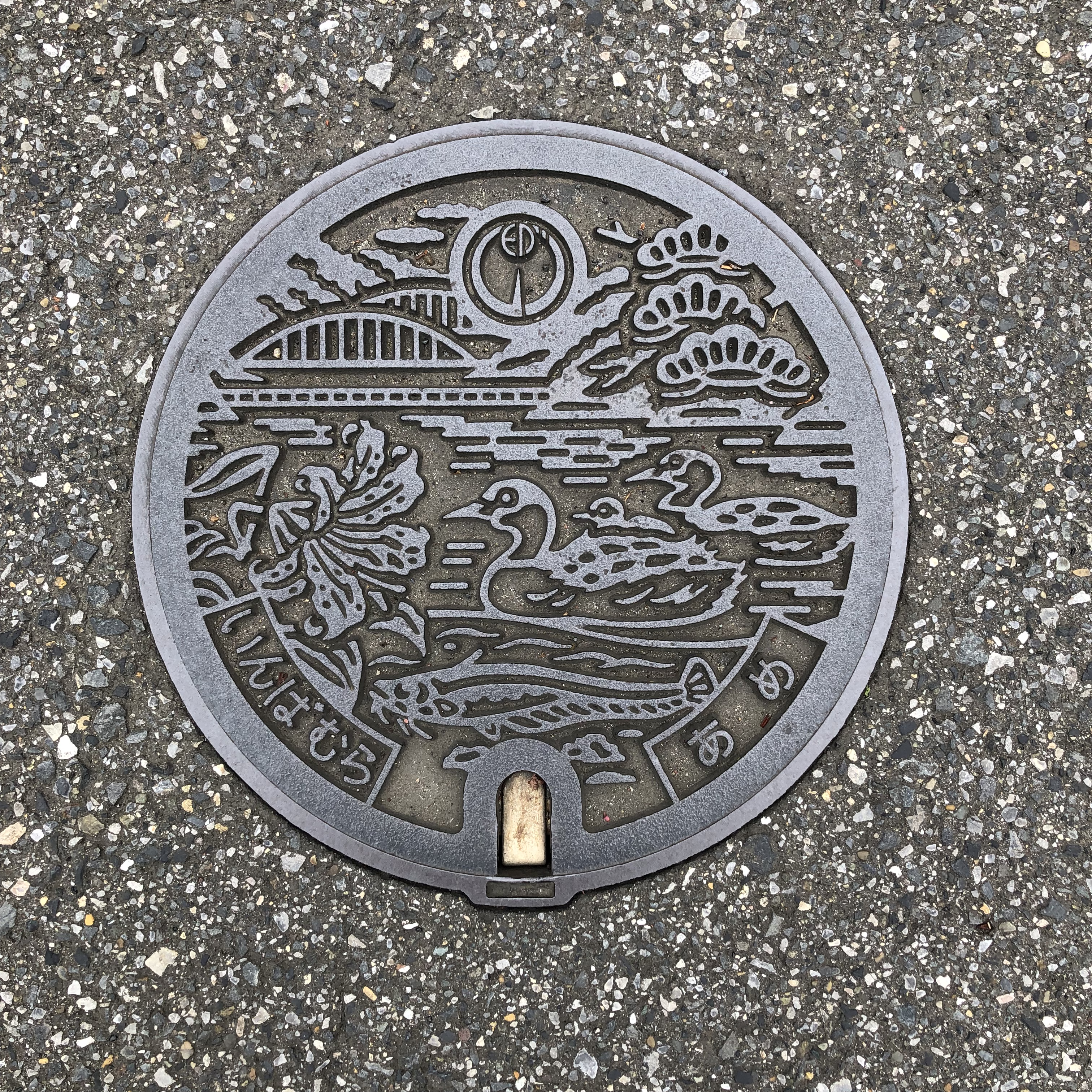
旧印旛村地区に残る雨水マンホール。山田橋、市井橋と共に、村のシンボルであるカイツブリ、ナマズ、大王松、ヤマユリが描かれている。

  - 旧印旛村地区に残る雨水マンホール。山田橋、市井橋と共に、村のシンボルであるカイツブリ、ナマズ、大王松、ヤマユリが描かれている。真言宗の寺院であり、創立の沿革は定かではない。正面を東に向けた方山門の堂で、屋根は茅葺寄せ棟造り。
- ナウマン象発掘の地
  - 1966年（昭和41年）6月、印旛捷水路工事中、印旛村瀬戸字市ノ坪の上岩橋層にて日本で最初のナウマン象の化石が、ほぼ完全一個体で発掘される。骨格は復元され、現在、千葉県立房総のむらに常設展示されている。なお、発掘場所は印旛捷水路の市井橋の下、千葉県道八千代印旛栄自転車道線（通称・印旛沼自転車道）沿い。
- 吉高の大桜
  - 1981年（昭和56年）10月15日、印旛村指定天然記念物に指定。樹齢300年を越えるヤマザクラ。毎年多くの見物客で賑わう。根回り周囲6.65m、樹高11.7m、枝張最大幅24.5m。

### 博物館
- メタル・アート・ミュージアム光の谷
- 印旛村医科器械歴史資料館
- 印旛村歴史民俗資料館

### 文化財
村内の重要文化財（国指定）
| 番号 | 種別   | 名称                                      | 所在地   | 所有者又は管理者 | 指定年月日      | 備考         |
| 1    | 建造物 | 泉福寺薬師堂                              | 岩戸1671 | 泉福寺           | 昭和52年6月27日 | 室町時代末期 |
| 2    | 彫刻   | 木造薬師如来坐像 1躯 木造薬師如来立像 6躯 | 松虫7    | 松虫寺           | 昭和34年6月27日 | 無し         |

- 村内の千葉県指定文化財は千葉県指定文化財一覧を参照のこと。

## 印旛村を舞台にした作品

### 印旛村でロケがおこなわれた作品
- ブラックジャックによろしく（2003年 TBS系列 主演：妻夫木聡、国仲涼子、鈴木京香）ロケ地：日本医科大学千葉北総病院
- コード・ブルー -ドクターヘリ緊急救命-（2008年 - 2017年 フジテレビ 主演：山下智久、新垣結衣、戸田恵梨香、比嘉愛未、浅利陽介）ロケ地：日本医科大学千葉北総病院